# Relações entre Bangladesh e França
As relações entre Bangladesh e França são as relações bilaterais da República Popular de Bangladesh e da República Francesa.

## História

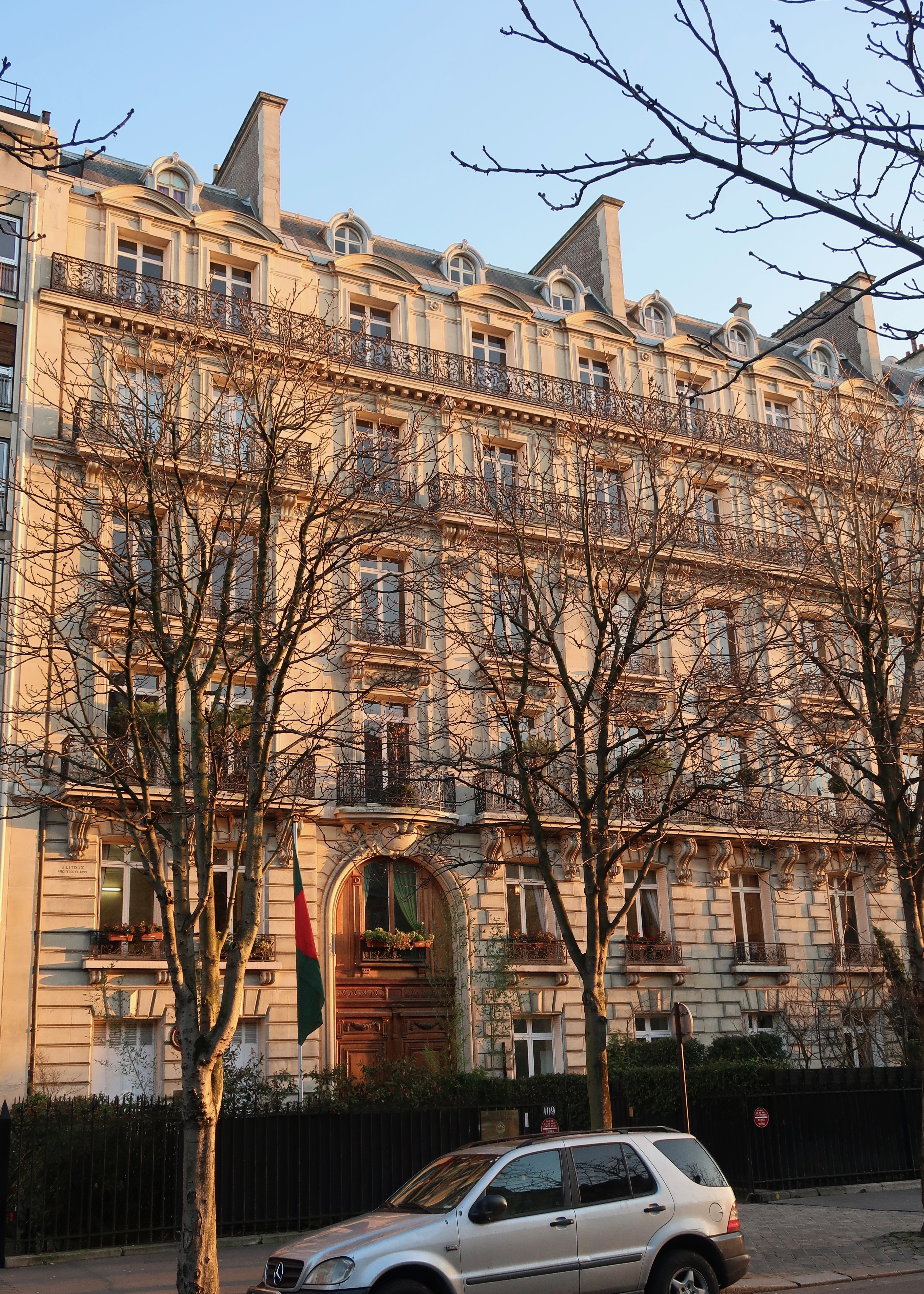
A Embaixada de Bangladesh em Paris.

Os franceses chegaram a Bangladesh no final do século XVII. Eles mantinham feitorias em Daca e outras cidades. Em 1757, a França enviou um contingente de tropas a Bangladesh para lutar contra os britânicos na Batalha de Plassey.

## Visita de estado
Em 1990, o presidente francês François Mitterrand fez uma visita oficial a Bangladesh. A primeira-ministra de Bangladesh, Sheikh Hasina, fez uma visita oficial a Paris em 1999. Os ex- ministros das Relações Exteriores de Bangladesh, Morshed Khan e Dipu Moni, fizeram visitas oficiais à França em 2006 e 2010, respectivamente.

## Relações culturais
A Aliança francesa tem promovido a cultura francesa em Bangladesh desde 1959. Arqueólogos franceses têm trabalhado nas escavações do Mahasthangarh desde 1993 e fizeram uma série de descobertas importantes.
Em 2 de novembro de 2020, dezenas de milhares de muçulmanos marcharam nas ruas da capital de Bangladesh, durante a maior manifestação já organizada no país para protestar contra o apoio do presidente francês às leis seculares que permitem as caricaturas do profeta Muhammad.

## Relações econômicas
Em 2019, o comércio bilateral entre os dois países totalizou 3,239 milhões de dólares, dos quais 2,976 milhões de dólares para exportações de Bangladesh para a França. Bangladesh exporta principalmente roupas de malha, tecidos, alimentos congelados, produtos agrícolas, couro, juta e artigos de juta para a França. Os principais produtos de exportação da França são produtos químicos, eletrônicos, produtos de transporte, madeira e papel.
Em 2014, um ano após o rompimento do Rana Plaza, que abrigava várias oficinas de confecção de diversas marcas internacionais de vestuário e que causou a morte de 1.135 pessoas, diversas associações entraram com uma ação contra a distribuidora Auchan, acusando-as de fugir de suas responsabilidades e também evocar um bloqueio a nível do Quai d'Orsay da comissão rogatória internacional enviada por um juiz francês.